# John Itsuro Kitsuse
John Itsuro Kitsuse  (* 25. August 1923 im Imperial Valley; † 27. November 2003 in Santa Cruz) war ein amerikanischer Kriminalsoziologe, der zu den Pionieren der Kritischen Kriminologie zählt.

## Leben
Kitsuse war Sohn japanischer Einwanderer, wegen seiner Herkunft wurde er während des Zweiten Weltkrieges für ein Jahr interniert. Er studierte an der Boston University und an der University of California in Los Angeles, wo er zum Ph.D. promoviert wurde. Nach einem Studienaufenthalt in Japan führte er Naikan als Methode zur Resozialisierung in den amerikanischen Strafvollzug ein. Von 1958 bis 1974 war er Professor für Soziologie an der Northwestern University, danach bis 1991 an der University of California in Santa Cruz. Seine Pionierarbeiten zur sozialen Konstruktion sozialer Probleme haben anhaltende Bedeutung für die Kritische Kriminologie.
1978/79 amtierte er als Präsident der Society for the Study of Social Problems (SSSP).

## Schriften (Auswahl)
- Studies in the sociology of social problems. Ablex Pub. Corp, Norwood 1984, ISBN 0893910538 (Herausgeber mit Joseph W. Schneider).
- Constructing social problems. 3. Auflage, Transaction Publishers, New Brunswick 2001, ISBN 0765807165 (mit  Malcolm Spector).